# Jelzálogjáradék

## Jelzálogjáradék (reverse mortgage)
A Jelzálogjáradék egy speciális, Magyarországon csak az FHB Időskori Program keretében kínált, szép korúak számára az FHB Bankcsoport által kifejlesztett jelzálogkölcsön, amellyel megteremtheti anyagi biztonságát, miközben ingatlanának tulajdonjogáról sem kell lemondania. A kölcsönt a bank egy összegben, illetve havi járadékszerű kifizetések formájában bocsátja a rendelkezésére. Mindezt úgy, hogy a szerződött ügyfél életében nincsenek havi törlesztő részletfizetési kötelezettségek.
Megmarad annak a lehetősége, hogy a későbbiek során az ügyfél vagy örökösei megválthassák az ingatlant. Így az ügyfélnek a szerződéskor nem kell elidegenítenie az otthonát, hanem később az örökösök dönthetnek, és amennyiben szeretnék, megtarthatják az örökül kapott családi fészket.

### Jelzálogjáradék fontos jellemzői
A lakás tulajdona a szerződő ügyfélé marad, így azt családja örökölheti is. 
Az ügyfél igényei szerint meghatározható az egyszeri nagyobb összegű kifizetés, a havi járadékok összege és a havi kifizetések időtartama. 
Bérbe adható az ingatlan. 
Az igénybe vett összeg után nem kell adót fizetni. 
Teljes előtörlesztéssel lehetőség nyílik a szerződéskötés előtti állapotot visszaállítására.

### Az igényelhető jelzálogjáradék mértéke
A jelzálogjáradék összege az ügyfél életkora, és a fedezetül felajánlott ingatlan(ok) hitelfedezeti értéke alapján kerül megállapításra. A Jelzálogjáradék folyósítása az ügyfél választásától és igényeitől függően, kétféleképpen történhet:
A teljes igényelt Jelzálogjáradékot egy összegben, a szerződéskötést követően folyósítja a szolgáltató, vagy egy nagyobb összegű kezdeti kifizetést követően, a fennmaradó összeget havi egyenlő részletekben fizeti ki.
A kezdeti egyösszegű kifizetés nagyságát a minimum és a maximum értékek között az ügyfél választhatja meg. A minimum összeg 1 millió forint, míg a maximum összeg az ügyfél életkorától, családi állapotától és a fedezetül felajánlott ingatlan értékétől függ. A maximum értéknél alacsonyabb kezdeti kifizetés választása esetén van lehetőség havi rendszeres kifizetéseket igényelni, a kifizetések időtartamát az ügyfél határozhatja meg.

### Futamidő és kifizetési időszak
A Jelzálogjáradék-szerződés futamideje úgy került megállapításra, hogy a kölcsön visszafizetésének kötelezettsége semmi esetre se terhelje a szerződő ügyfelet. Ennek megfelelően a futamidő hossza a szerződés megkötésétől számított 50 év vagy – amennyiben ez korábban bekövetkezik – valamennyi szerződő fél elhalálozása esetén a később elhalálozó fél halálának napját követő év azonos napja.
Ennek megfelelően tehát az örökösöknek egy teljes év áll rendelkezésükre, hogy döntsenek a kölcsön visszafizetésének módjáról.
A havi részletekben történő kifizetési időszak hosszát az ügyfél határozhatja meg azzal, hogy ez az időszak legfeljebb 100 év és az ügyfél szerződéskötéskori életkorának a különbsége lehet, egész évben kifejezve. (Tehát egy 70 éves jelentkező akár 30 éves kifizetési időszakot is választhat.)

### Vagyonbiztosítás
A biztosítékul felajánlott ingatlanra az ügyfélnek kell tűz és elemi kár kockázatokra vagyonbiztosítást kötnie. A biztosításnak az ügyfél nevére kell szólnia, azonban a biztosítási kötvényben az FHB Jelzálogbank Nyrt.-t kedvezményezettként meg kell jelölni. A vagyonbiztosítás megkötésében – amennyiben az ügyfél igényt tart rá – az FHB Jelzálogbank Nyrt. partnerei rendelkezésére állnak, segítenek az ügyintézésben.
Az Életjáradék az FHB Életjáradék Zrt. terméke. A Jelzálogjáradék az FHB Jelzálogbank Nyrt. terméke, az FHB Életjáradék Zrt. a termék értékesítője. Az FHB Életjáradék Zrt. – az FHB Jelzálogbankhoz hasonlóan – az FHB Bankcsoport tagja, összevonat alapú felügyelet alá tartozik.